# E-2 Hawkeye
E-2 Hawkeye (укр. «Го́кай») — американський військовий палубний літак дальнього радіолокаційного виявлення і управління. Розроблений компанією Grumman Aerospace Corporation наприкінці 1950-х років. Перший політ здійснив 21 жовтня 1960 року як радіолокаційний літак авіаносного крила. Перебуває на озброєнні ВМС США та інших країн. З початку будівництва і до теперішнього часу постійно вдосконалювався. Випускався в трьох основних моделях E-2A, E-2B і E-2C. E-2C і її модифікації — наймасовіша. З 2014 року здійснюється заміна E-2C на E-2D Advanced Hawkeye.

## Історія розробки і виробництва

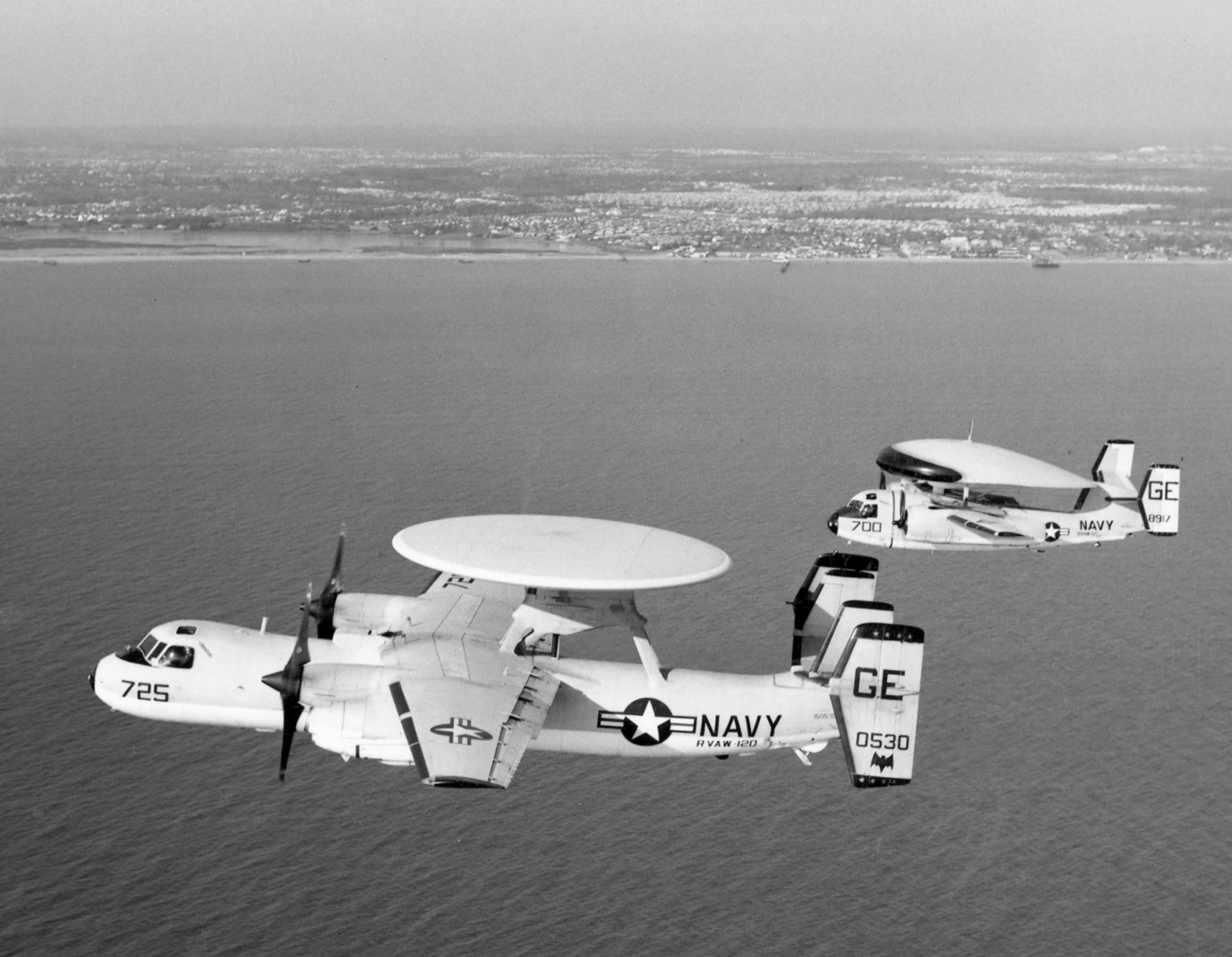
E-2A (на передньому плані) і E-1 Tracer

Зі швидким розвитком реактивної авіації після Другої світової війни і зростання її ролі в бойових діях на морі, а також з появою керованих протикорабельних крилатих ракет виникла потреба в ефективному засобі висвітлення повітряної обстановки АУГ з широким радіусом дії. Таку роль міг виконувати літак дальнього радіолокаційного виявлення палубного базування. Першим американським палубним літаком дальнього радіолокаційного виявлення (АВАКС) став E-1 Tracer (Willy Fudd), створений на базі палубного протичовнового літака S-2 Tracker. Втім, у 1956 році військово-морські сили США розробили тактико-технічні вимоги до літального апарата раннього попередження, дані якого могли бути інтегровані в систему тактичних даних автоматизованих систем бойового управління кораблів авіаносного з'єднання. Компанія Grumman запропонувала варіант розробленого спеціально для цієї місії літака. Проект Grumman, який спочатку позначався як W2F-1, а пізніше був перейменований на Hawkeye E-2A, було обрано у березні 1957 року. Літак Grumman був розроблений спеціально для функцій ДРЛВіУ (AEW&C/AWACS). Завдяки своєму попереднику E-2 отримав прізвисько «Super Fudd».

### E-2A та E-2B Hawkeye
Для розміщення на авіаносних кораблях літак виконали максимально компактним. Перший аеродинамічний прототип E-2A «Гокай» піднявся в небо 21 жовтня 1960 року, а перший повністю обладнаний літак здійснив перший зліт 19 квітня 1961 року. З січня 1964 року E-2A «Гокай» прийнятий на озброєння ВМС США. З часу прийняття на озброєння і досі літаки «Гокай» виконують завдання дальнього радіолокаційного патрулювання авіаносних груп і управління діями палубної авіації. Основу комплексу АВАКС E-2A становила потужна багатофункціональна РЛС кругового огляду AN/APS-96. Антена РЛС і системи розпізнавання «свій-чужий», розташована у великому тарілкоподібному обертовому обтічнику на підйомнику над фюзеляжем у хвостовій частині літака є характерною зовнішньою прикметою усіх літаків E-2.

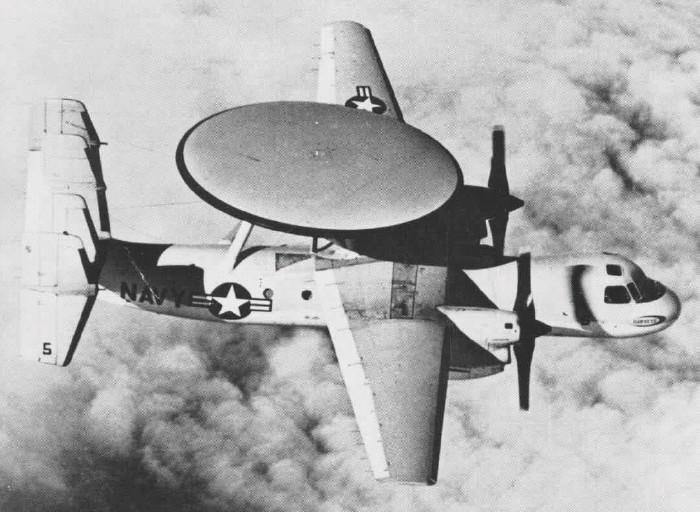
Grumman E-2A. Кінець 1960-х

З січня 1964 було побудовано 59 літаків E-2A, 51 з них модернізували до модифікації E-2B з центральним комп'ютером управління елементами систем. E-2B були зняті з озброєння ВМС в середині 1980-х: у січні 1971 року здійснив перший політ варіант значно вдосконаленішого «Гокай» — Е-2С. Роботи з його створення розпочалися ще в липні 1968 і були наслідком уроків, отриманих при застосуванні Е-2А у В'єтнамській війні. Зовні від моделей E-2A і E-2B модифікація E-2C відрізнялася гострішим і довшим на 33 см носом, під яким розташована антена AN/ALR-59, втім внутрішні відмінності між ними набагато істотніші.

### E-2C Hawkeye і його модифікації
Дві випробувальні машини E-2A, які були модифіковані як прототипи E-2C, здійснили перший політ 20 січня 1971 року. Випробування виявилися вдалими і E-2C було замовлено у виробництво. Перший новозбудований літак E-2C піднявся в небо 23 вересня 1972 року.
В порівнянні з попередниками, Е-2С за складом бортового обладнання і концепції бойового застосування став фактично новим літаком. Новий літак був здатний виявляти повітряні цілі на тлі будь-якої підстильної поверхні, а не тільки водного простору. Крім РЛС AN/APS-120 (замінила AN/APS-96), здатної виявляти маловисотні повітряні цілі на тлі земної поверхні, в тому числі над гірським рельєфом, на Е-2С замінили інерційну навігаційну систему і встановили систему радіотехнічної розвідки AN/ALR-59. Антена ALR-59 встановлена у збільшеному порівняно з попередніми модифікаціями носовому обтічнику. Пасивна система виявлення джерел електромагнітного випромінювання дозволяє засікати джерела випромінювання, пеленгувати їх і ідентифікувати за спектром і параметрами сигналів на відстані приблизно вдвічі більшій, ніж дальність виявлення повітряних цілей AN/APS-120. Завдяки новій оглядовій РЛС і пасивній системі виявлення, Е-2С став і досі залишається одним з найбільш ефективних літаків АВАКС і управління в світі, поступаючись лише набагато більш складним і великогабаритним американському E-3 Sentry і російському А-50.

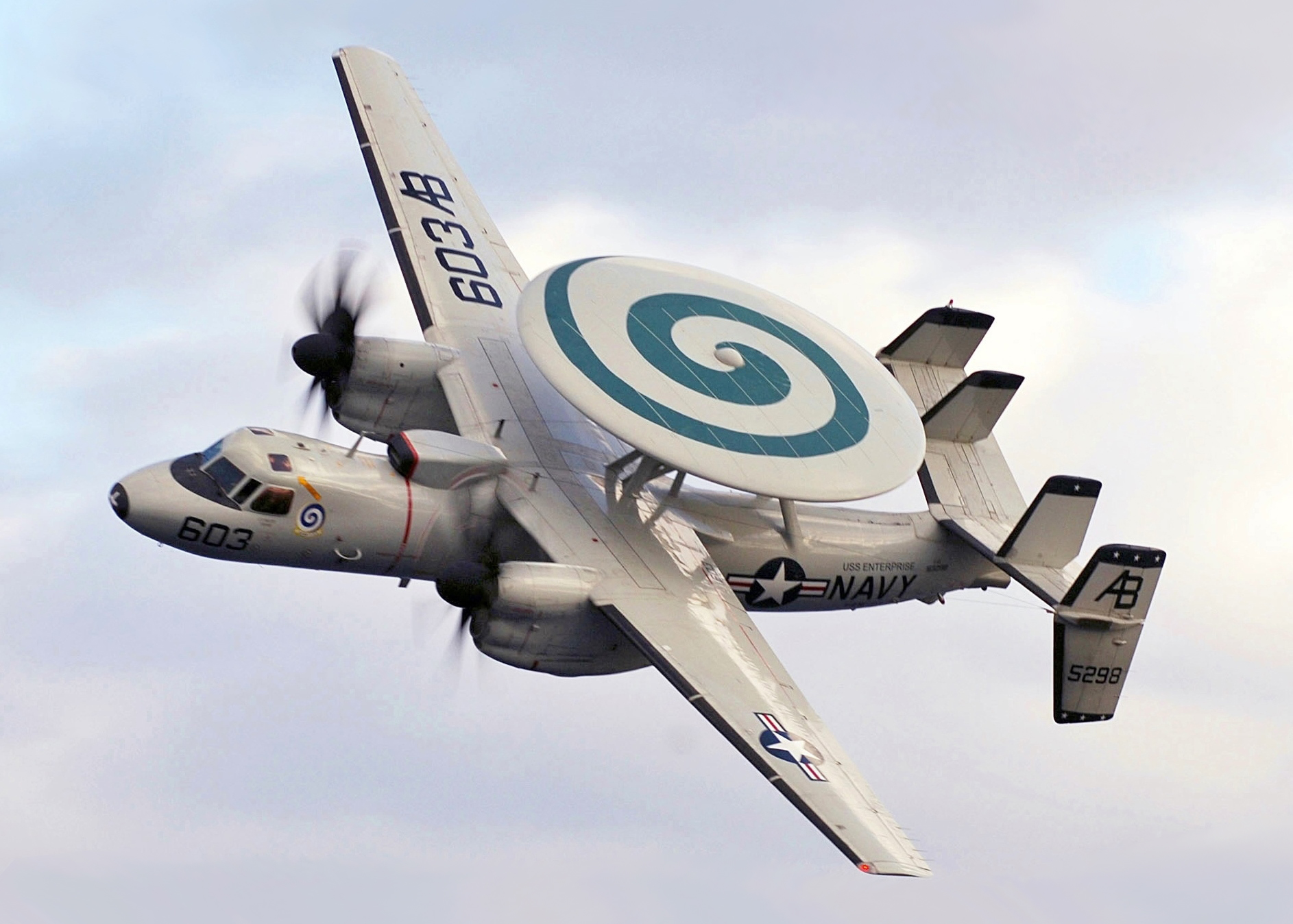
E-2C Hawkeye. 2007 рік

Завдяки новому БРЕО оператори «Гокай» здатні здійснювати до 30 перехоплень одночасно. Додаткові можливості Е-2С з'явилися і при спільній роботі з найбільш досконалими на той час палубними винищувачами-перехоплювачами ВМС США F-14 Tomcat — бортова РЛС «Томкета» AN/AWG-9 мала здатність через канал передачі даних Link 4A здійснювати передачу на «Гокай» інформації в реальному масштабі часу, при цьому екіпаж Е-2С міг не включати свою станцію або використовувати дані радарів винищувачів для уточнення наявної інформації про цілі. Застосування «Гокай» в якості поста спостереження і керування дозволило скоротити на 50 % потрібну кількість винищувачів-перехоплювачів у повітрі — через Link 4A Е-2С автоматично виводив їх в зону візуального виявлення цілі і допомагав зайняти положення, оптимальне для атаки. У процесі виробництва бортове обладнання літака постійно удосконалювалося, але на позначенні моделі доопрацювання не відбивалися. З грудня 1976 року, починаючи з тридцять п'ятого серійного Е-2С, замість AN/APS-120 на них стали встановлювати РЛС AN/APS-125 (до 1984 замінена на усіх раніше збудованих Е-2С), яка дозволяла з висоти 9000 метрів виявляти до 800 повітряних цілей на відстані до 480 кілометрів і наводити винищувачі на 40 цілей одночасно. бортова Аналогова обчислювальна машина була замінена на сучасну цифрову.

#### Модифікація E-2C Group I
З 1988 року до 1991 року було побудовано вісімнадцять літаків E-2C Group I. Вони відрізнялись від базового E-2C новим радаром AN/APS-139 і більш сучасною бортовою обчислювальною машиною. Крім того, починаючи з Northrop Grumman E-2C Group I встановлювалися більш потужні порівняно з попередниками турбовентиляторні двигуни Allison/Rolls-Royce T56-A-425 потужністю по 4910 к.с.
Антени РЛС APS-120/125, які встановлювались на попередні модифікації літака, мали суттєвий недолік — великий рівень бічних пелюсток діаграми спрямованості. В радарі APS-139 використовувалася нова комбінована антена, — прототип антени з ФАР, — яка складалася з десяти антен типу «хвильовий канал» що дозволило поліпшити характеристики станції щодо селекції цілей. РЛС AN/APS-139 мала режим виявлення і супроводу малошвидкісних повітряних і надводних цілей. Перешкодозахищеність станції була поліпшена за рахунок введення автоматичного перемикання на один з десяти фіксованих частотних радіоканалів у разі застосування противником активних радіозавад. E-2C Group I надійшли на озброєння тільки Атлантичного флоту.

#### Модифікації E-2C Group II і E-2C Group 2+ (Nav Upgrade)
У червні 1992 року на авіабазі Мірамар розпочала бойову службу перша ескадрилья E-2C в модифікації Group II, оснащених РЛС AN/APS-145, приймачами супутникової навігаційної системи NAVSTAR, новими бортовими обчислювальними машинами, пристроями відображення тактичної інформації та системою радіозв'язку.
РЛС AN/APS-145 вважається найбільш досконалою на сьогоднішній день з РЛС, що встановлюються на літаках «Гокай». Удосконалення радара були спрямовані на збільшення дальності роботи і подальше підвищення перешкодозахищеності. Зменшення швидкості обертання антени з 6 об/хв у попередніх моделей до 5 об/хв, а в режимі точного пеленгування до 3 об/хв одночасно зі зменшенням частоти повторення імпульсів у випромінюваному сигналі дозволили збільшити дальність виявлення повітряних цілей типу «бомбардувальник» на 40 % — до 680 км, а цілі типу «винищувач» на тлі землі на дистанції 407 км. Пасивна система виявлення попереджає екіпаж E-2C про опромінення літака радіолокаційною станцією противника на дистанції, яка в два рази перевершує дальність дії радара. Вдосконалене апаратно-програмне забезпечення бортового комп'ютера дозволяють виявляти до 2000 повітряних цілей. До 1997 року усі ескадрильї E-2C ВМС США були пройшли модернізацію за проектом Group II або Group 2+.
Ще однією модернізацією Group II став проект Hawkeye 2000, спочатку віднесений до Group 2+. Літаки E-2C Hawkeye 2000 мають той же радар APS-145, але оснащені новим сучасним бортовим комп'ютером місії та робочою станцією CIC (англ. Combat Information Center) — Advanced Control Indicator Set (ACIS) інтегровану в єдину систему передачі даних про оперативно-тактичну обстановку ВМС США.

### E-2D Advanced Hawkeye

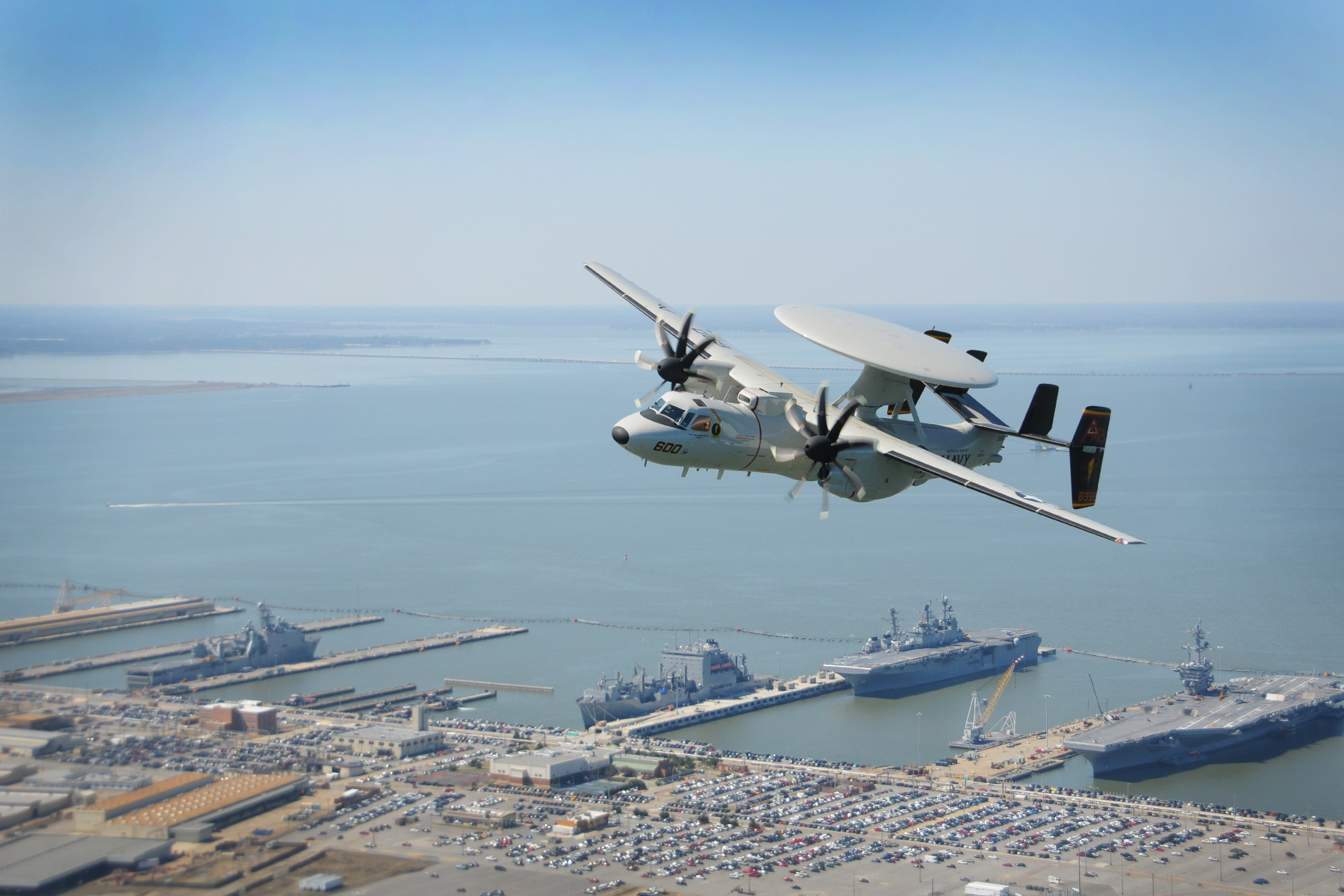
E-2D Advanced Hawkeye. 2014 рік

Останньою версією E-2 є E-2D. Контракт з ВМС США на проведення з розробки літака радіолокаційного далекого спостереження (РЛДС) був укладений в 2001 році. А на початку 2007 компанія Northrop Grumman продемонструвала на своєму підприємстві в Сент-Огастін перший літак E-2D Advanced Hawkeye. Його перший політ відбувся 3 серпня 2007 року. Льотні випробування E-2D завершилися у листопаді того ж року, протягом них машина провела в повітрі близько 600 годин, половина з яких була присвячена перевірці працездатності радіолокаційних систем.
Незважаючи на те, що машина має той же планер, що і E-2C та схожий зовнішній вигляд, системи та можливості літака E-2D повністю реконструйовані. E-2D оснащений сучасною багатофункціональною РЛС кругового огляду AN/APY-9 з фазованою решіткою і електронним скануванням виробництва компанії Lockheed Martin. Грибоподібний обертовий обтічник антени РЛС, розроблений фірмою L-3 Communications, має можливість безперервного сканування з полем зору 360° одночасно з електронним скануванням ФАР. Система дозволяє операторам зосереджувати РЛС на обраних ділянках сектора огляду, які представляють інтерес. Радар забезпечує розширення можливостей пошуку і бойового застосування як бортова система управління бойовими діями. Бортова система обміну даними Е-2D дозволяє отримувати великий обсяг даних від різних джерел і синтезувати ці дані для радіоелектронної розвідки. На відміну від попередніх модифікацій, новий літак «Едвенст Гокай» може координувати авіаційні удари по повітряних, наземних і морських надводних цілях. Оператори і екіпаж Е-2D матимуть нові робочі станції РЛС, можливості супутникового зв'язку та іншу авіоніку, що забезпечує розширену обізнаність про обстановку. Одна з особливостей «Едвенст Гокай» полягає в тому, що пілоти можуть також виступати в якості операторів систем озброєння.
Поставки E-2D Advanced Hawkeye ВМС США розпочалися у 2010 році. 4 лютого 2010 року перший штатний E-2D здійснив посадку на палубу авіаносця «Гаррі Трумен». 30 червня 2014 ВМС США підписали додатковий контракт з Northrop Grumman на виробництво 25 E-2D, збільшивши загальну контрактну кількість «Едвенст Гокай» у 50 одиниць. Протягом цього десятиріччя E-2D мають повністю замінити у флоті США E-2C — 75 літаків.
6 липня 2020 року Державний департамент США погодив продаж Франції трьох палубних літаків дальнього радіолокаційного виявлення та управління (ДРЛВУ або AEW&C) E-2D Advanced Hawkeye. Схвалений запит орієнтовною вартістю 2 млрд доларів включає три літаки E-2D Advanced Hawkeye, 10 двигунів T-56-427A (6 встановлених і 4 запасних), три радари AN/APY-9, а також інше обладнання, елементи логістики та програмної підтримки.
Нові літаки мають замінити у ВМС Франції застарілі E-2C Hawkeye.
Основними підрядником буде Northrop Grumman Aerospace Systems.

## Особливості конструкції і бортове радіоелектронне обладнання E-2C/D
E-2C Hawkeye 0014.svg
Планер Е-2 Hawkeye виконаний за схемою двомоторного високоплана з розміщенням двигунів на крилі — по одному турбовентиляторному двигуну під кожним крилом.
Фюзеляж — алюмінієвий напівмонокок, круглого поперечного перерізу, з максимальним діаметром 1,98 м. Екіпаж і оператори знаходяться у герметизованих кабіні льотчиків і операційному відсіку. У хвостовій незагерметизованій частини фюзеляжу знаходяться блоки допплерівського радіолокатора і проводки системи управління. Як і у більшості літаків палубної авіації, для здійснення посадки на палубу авіаносця у нижній частині фюзеляжу змонтований гальмівний гак, а носовий привід може чіплятися до човника стартової катапульти авіаносця для скороченого зльоту.
Крила трапецієподібні трьохлонжеронні з позитивним V у 3 градуси. Центроплан закріплений до верхньої частини фюзеляжу, внутрішні пустоти центроплана використовуються як інтегральні паливні баки. Зовнішні консолі крил (по 7,8 м) для зручності базування на авіаносці за допомогою гідроприводів складаються з поворотом на 90° назад. Силова установка — пара турбовентиляторних двигунів Allison/Rolls-Royce T56-A-427 потужністю по 3800 кВт кожний. Лопатеві гвинти мають діаметр 4,1 метри. У 2004 році чотирилопатеві гвинти були замінені на восьмилопатеві NP2000 виробництва Hamilton Sundstrand.
Стабілізатор розташовується в хвостовій частині фюзеляжу, має 11-градусне позитивне V. На стабілізаторі є рулі висоти і чотири шайбоподібні кілі. Крайні шайби мають рулі напряму.
Триопорне шасі з носовою стійкою забирається: двоколісна носова опора у фюзеляж, одноколісні основні стійки — в гондоли двигунів. У хвостовій частині фюзеляжу — опускний гальмівний гак і запобіжна опора.
Основу комплексу АВАКС становить потужна багатофункціональна РЛС кругового огляду AN/APS-145 (у E-2D AN/APY-9). Саме її антена є основною розрізнювальною ознакою літаків E-2. Це великий тарілкоподібний обертовий обтічник 7,32 м в діаметрі розташований за крилами, над фюзеляжем, на спеціальному 64-сантиметровому підйомнику (при зберіганні на авіаносці він повністю опускається для зручності стоянки літака в ангарі). В обтічнику знаходяться фазована антенна решітка РЛС дальнього виявлення, системи розпізнавання «свій-чужий», антена системи передачі даних Link 4A / Link 16 (JTIDS), а також гідравлічний привод обертання. Під носовим обтічником розташована антена станції РТР AN/ALR-59.
Екіпаж літака — п'ять осіб: два пілоти і три оператори систем; перший оператор стежить за роботою всього бойового інформаційного поста, другий здійснює управління і наведення літаків-перехоплювачів, третій — оператор радіолокаційної станції.

## Оператори

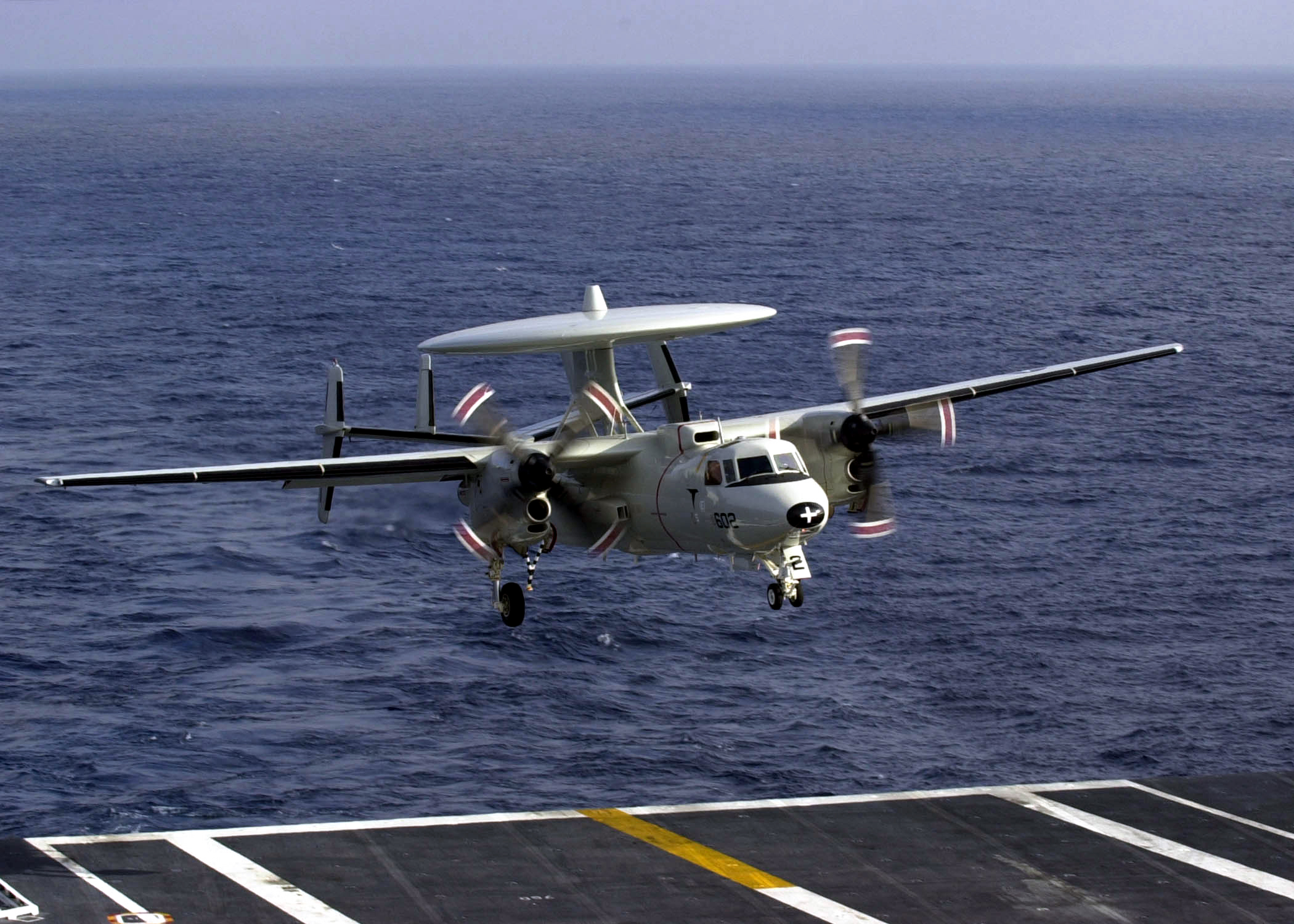
E-2C здійснює посадку на палубу атомного авіаносця «Німіц». 2002 рік

Перші E-2 Hawkeye надійшли на озброєння ВМС США у січні 1964 року. До складу авіаносного крила вперше включені у 1965 році на авіаносці «Кітті-Гок».
Починаючи з В'єтнамської війни літаки «Гокай» брали участь в усіх військових конфліктах, в яких була задіяна палубна авіація США. У 1981 році в затоці Сідра два лівійські Су-22 були збиті винищувачами F-14, які наводилися з «Гокай». У 1986 році в ході операції «Каньйон Ельдорадо» в Лівії, E-2C Hawkeye морського базування успішно координували атаки винищувачів F-14 «Томкет», які діяли в складі авіаносної ударної групи. Спільні дії літаків E-2C і крейсерів системи «Іджис» забезпечували авіації США панування в повітрі. У 1989 році Е-2С в тому ж районі попередили екіпажі «Томкетів» про наближення лівійських МіГ-23. В повітряному бою обидва лівійські винищувачі були збиті. В ході війни в Перській затоці у 1990-1991 роках літаки E-2C успішно забезпечували управління системами високоточної зброї. ВМС США використовували дванадцять Е-2С з шести авіаносців. Під час війни в Іраку в 2003 році «Гокай» здійснювали управління повітряним рухом на театрі воєнних дій, здійснювали бойові і патрульні вильоти в повітряний простір Іраку. Завдяки їм були знищені два іракські винищувачі МіГ-21, збитих американськими F/A-18.
Крім ескадрилій першої лінії Е-2С палубної авіації мають на озброєнні дві резервні ескадрилій авіації флоту. По два літаки «Гокай» орендуються у ВМС Береговою охороною і Агентством боротьби з наркотиками США. Е-2С залучається цивільною службою управління повітряним рухом для здійснення контролю повітряного простору біля мису Канаверал під час запусків орбітальних кораблів.
Федеральний уряд США в рамках програми FMS передавав літаки «Гокай» в експлуатацію збройним силам Франції, Ізраїлю, Єгипту, Японії, Сінгапуру та Тайваню. Єдиною моделлю E-2 Hawkeye, яка продавалась на експорт була E-2C (або її модифікації). Усі країни, крім США і Франції, що мають на озброєнні «Гокай», використовують їх у якості «сухопутного» літака АВАКС з базуванням на «звичайних» аеродромах.
Першим іноземним імпортером E-2 став Ізраїль. У 1977-1978 роках для ВПС Ізраїлю було закуплено у США чотири E-2C Group 0, які надійшли на озброєння у 1981 році. Літаки брали участь у Ліванській війні, у повітряних боях 1982 року літаки АВАКС над Ліваном багаторазово успішно наводили ізраїльські F-15 і «Фантоми». Ізраїль став першою країною, яка обладнала свої Е-2С системою дозаправлення у повітрі. З 1996 року літаки знаходились на зберіганні, а у 2002 році, після модернізації власними силами усі три ізраїльські літаки «Гокай» були перепродані Мексиці. У 2004 році три Е-2С увійшли до складу Військово-морських сил Мексики, де виконують завдання спостереження за морською акваторією і узбережжям. Четвертий Е-2С Ізраілю з бортовим номером 944 був виставлений у музеї повітряних сил Ізраїлю на авіабазі Хацерим.

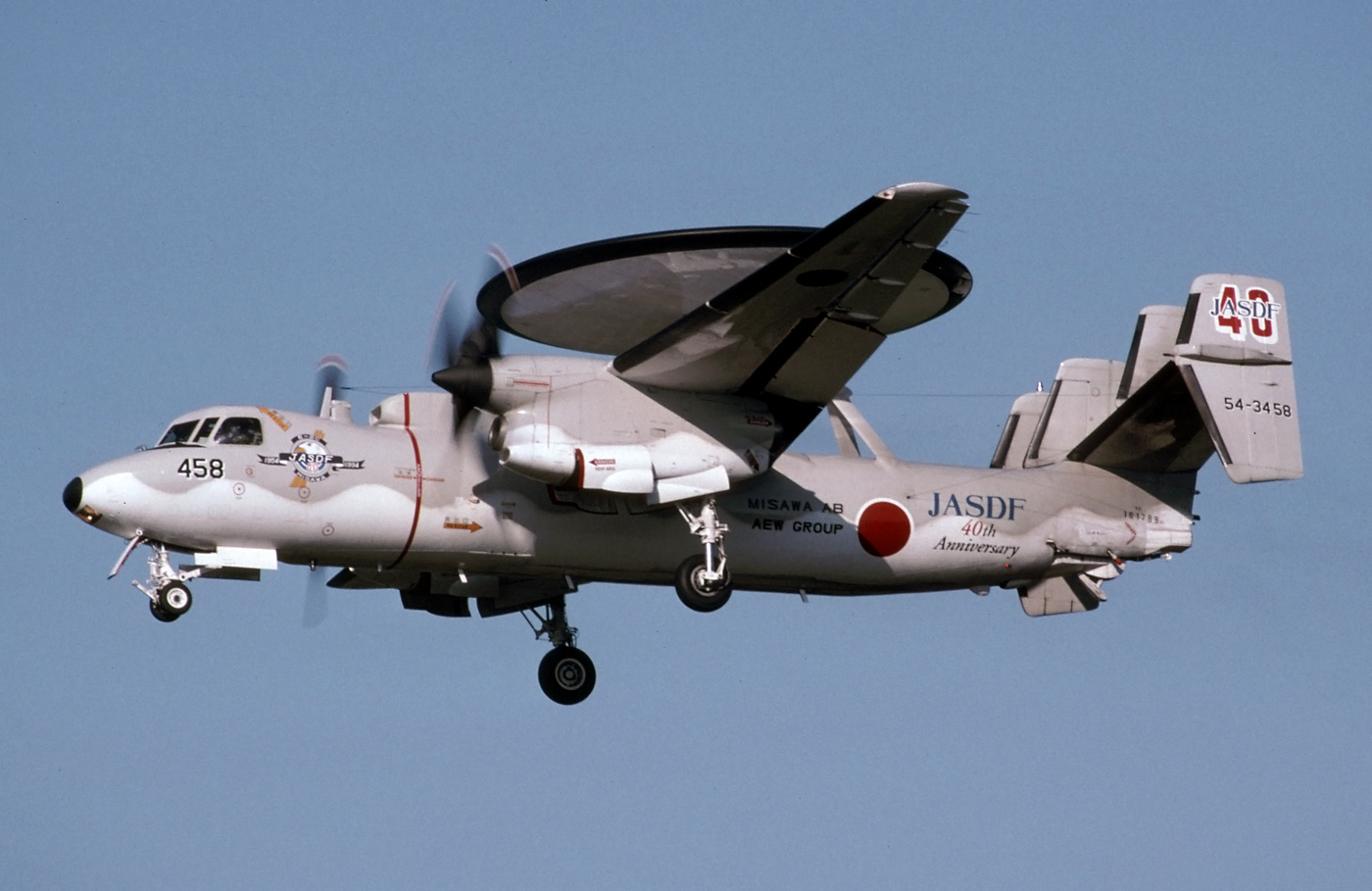
E-2C Повітряних сил самооборони Японії. 1994 рік

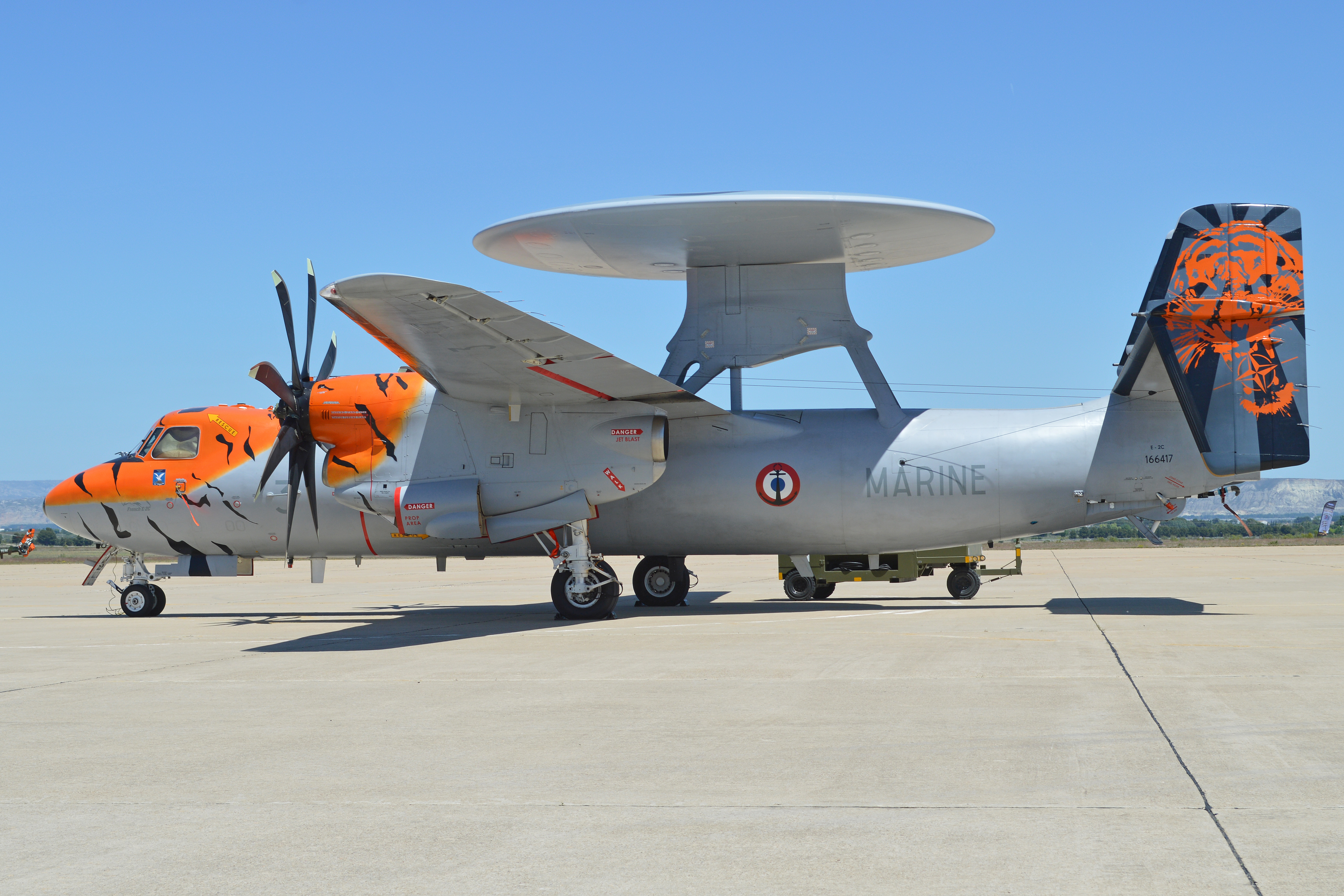
E-2C ВМС Франції в Сарагосі, Іспанія. 2016 рік

У 1984 році повітряні сили самооборони Японії також отримали чотири «Гокаї» аналогічної комплектації. У 1991 році японці під керівництвом американських фахівців встановили на свої літаки АВАКС РЛС AN/APS-145, а у 1992 закупили в США два літаки E-2C Group II та в 1995 — ще три. Усі японські літаки АВАКС доопрацьовані до рівня Group II. 21 листопада 2014 року Міністерство оборони Японії офіційно вирішило придбати E-2D Advanced Hawkeye, а у червні 2015 року японський уряд оголосив про бажання придбати у США чотири E-2D. У вересні 2018 року Агентство співпраці з оборонної безпеки США повідомило Конгресу про можливість продажу до дев'яти E-2D Японії.
Для своїх ВПС літаки «Гокай» придбав і Єгипет. У 1987 році було закуплено п'ять E-2C базової комплектації (Group 0), а у 1993 ще один E-2C Group II. Пізніше, з 2003 по 2008 рік усі вони пройшли у США модернізацію за проектом Hawkeye 2000. У 2010 році Єгипет придбав ще два літаки E-2C.
ВПС Сінгапуру у 1987 році також придбали чотири E-2C Hawkeye для використання в якості літаків раннього попередження. У квітні 2007 року було оголошено про те, що вони будуть замінені чотирма Gulfstream G550 AEW, які стали основним літаком раннього попередження Сінгапурських ВПС з квітня 2012 року.
Збройні сили Тайваню 22 листопада 1995 року придбали чотири літаки типу E-2T (спеціальний проект E-2B модернізований до E-2C Group II з РЛС AN/APS-138). 15 квітня 2006 року було прийнято від США ще два нові Hawkeye E-2K (E-2B модернізований до Hawkeye 2000, РЛС AN/APS-145). Придбані у 1995 році E-2T протягом 2010—2013 років також були модернізовані до стандарту Hawkeye 2000.
Військово-морські сили Франції придбали три літаки «Гокай» для нового атомного авіаносця «Шарль де Голь», перший літак прибув до Франції 14 грудня 1998. У квітні 2007 року Франція звернулася до США з проханням продати ще один E-2C Hawkeye.
6 липня 2020 року була опублікована заява Держдепартаменту США проте, що вони погодили продаж Франції 3 літаки E-2D та пов'язаного з ним обладнання на суму 2 млрд доларів. Відповідне повідомлення оприлюднено Агентством Міноборони США з питань співробітництва в галузі безпеки (DSCA), яке повідомило Конгресу про можливість продажу. Повідомлення про потенційний продаж вимагається американським законодавством.
У серпні 2009 року Northrop Grumman повідомила, що зацікавленість у придбанні до шести E-2D Advanced Hawkeye проявили Військово-морські сили Індії.